# فوسفوسرین
فوسفوسرین (به انگلیسی: Phosphoserine) با فرمول شیمیایی C۳H۸NO۶P یک ترکیب شیمیایی با شناسه پاب‌کم ۱۰۶ است. که جرم مولی آن ۱۸۵٫۰۷ g/mol می‌باشد.